# Morkoka
Morkoka (rusky Моркока) je řeka na západě Jakutské republiky v Rusku. Je dlouhá 841 km. Povodí řeky má rozlohu 32 400 km².

## Průběh toku
Odtéká z jezera Bajyttach a protéká skrze Viljujskou planinu v hluboké dolině. Její tok je velmi členitý. Je pravým přítokem Marchy v povodí Viljuje.

## Vodní režim
Zdrojem vody jsou sněhové a dešťové srážky. Zamrzá na začátku října a rozmrzá v květnu.